# Oscar Terzaghi
Oscar Julio María Terzaghi Aleandre (Paysandú, 11 de mayo de 1953) es un ingeniero agrónomo y político uruguayo perteneciente al Frente Amplio.

## Biografía
Terzaghi nació en el departamento de Paysandú en 1953. En 1979, luego de finalizar sus estudios en la Universidad de la República, en Montevideo, pasa a radicarse en el departamento de Río Negro, en donde reside actualmente. En 1990 contrajo matrimonio con Ivonne Palleiro, con quien tiene tres hijos.
Integró la comisión directiva de "Club Social Uruguay" de la ciudad de Young durante 16 años. Como estudiante participó en la Asociación de Estudiantes de Agronomía, y, residiendo en Montevideo comenzó su militancia en el Frente Amplio.
Al retornar a Young, entre los años 1985 y 1989 integró el sector Izquierda Democrática Independiente, hasta que en el año 1989 se funda la Vertiente Artiguista, en la cual, hasta la fecha integra la Dirección Nacional.  
En 1994 es electo como edil de Río Negro, cargo que ocupa hasta 1999. Entre el 2000 y el 2003 presidió la Mesa Política Departamental del Frente Amplio.
Tanto en las elecciones de 1999 como en las del 2004 fue candidato a la diputación por el departamento, sin embargo, no resultó elegido en ninguna ocasión.
En las elecciones del 2000 se postula como candidato único del Frente Amplio a la Intendencia Municipal de Río Negro, y en el año 2005 se vuelve a presentar, sin éxito en ninguna de las dos ocasiones. 
Por tercera vez, se postuló como candidato a la Intendencia de Río Negro para las elecciones de 2010, pero salió electo Omar Lafluf, del Partido Nacional. 
Para las elecciones del 2015, fue elegido como Intendente de Río Negro, por primera vez en la historia del Departamento el Frente Amplio logró ese cargo.
en las elecciones del 2020 perdió ante Omar Lafluf